# Замок Балфур

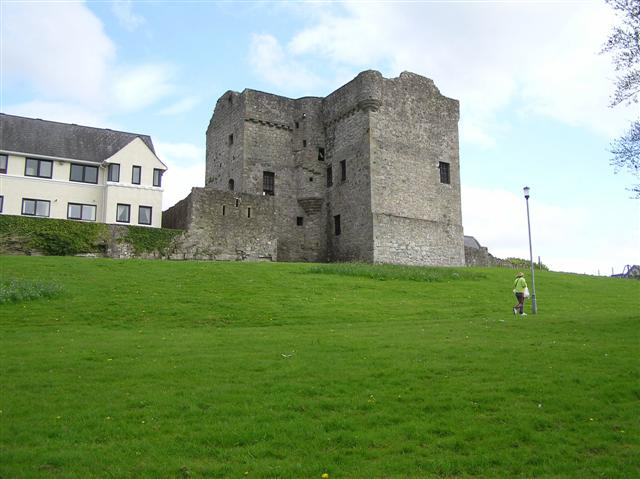
Руїни замку Балфур.

Замрок Балфур (англ. Castle Balfour) — один із замків Ірландії, розташований в селищі Ліснаскеа, графство Фермана, Північна Ірландія. Нині замок Балфур є пам'яткою історії та архітектури і охороняється законом.

## Історія замку Балфур
Нинішні землі і замок Балфур були в свій час даровані Майклу Балфуру- лорду Балфуру королем Англії, Шотландії та Ірландії Джеймсом (Яковом) І під час колонізації Ольстера в 1620 році. У 1618 році капітан Ніколас Піннар повідомив, що лорд Балфур почав будівництво замку. Він повідомив, що замок будується з дикого каменю і вапна, займає площу 70 футів і висотою буде 15 футів. Селища Ліснаскеа розбудовувалось навколо замку. Під час повстання за незалежність Ірландії та громадянської війни на Британських островах замок штурмували у 1652 році повстанці і замок був серйозно пошкоджений. У 1689 році під час так званих вільямітських (якобінських) війн замок був знову ареною боїв і знову був пошкоджений. Замок був довгий час населеним. Останньою людиною, що жила в цьому замку був Джеймс Гейр (1737—1833), що орендував замок у графа Ерн. Джеймс Гейр залишив цей замок після того, як в замку сталась пожежа у 1803 році — замок згорів вщент. Підозрювали підпал. Його мати — місіс Фібі Гейр загинула під час пожежі. Вважається, що пожежу влаштував ірландський клан МакГвайр (Магвайр). У 1960-тих роках була проведена часткова реставрація замку, подальша робота по збереженню і реставрації замку була здійснена в 1990-тих роках.
На місці замку Балфур у давні часи була Кругла фортеця — фортеця ірландського клану, що була збудована в дуже давні часи, час побудови губиться в безодні історії. Були проведені розкопки на території замку Балфур і околиць. Виявлено сліди давнього поселення, рову, валу. Радіовуглецеве датування вказує, що залишки дерева, що були використані при будівництві фортеці належать до 359—428 років. Це була епоха давніх ірландських королівств, епоха розширення володінь клану О'Ніл.
Замок Балфур був довгий, прямокутний, висотою в три поверхи. На східній стороні замку було квадратне крило. Був прямокутний блок на північній стороні замку. Замок Балфур був збудований в шотландському стилі, вважається, що був побудований рівнинними шотландськими масонами. Замок мав Т-подібне планування, мав бійниці, склепінчасті кімнати, мав кухню, каміни, печі на першому поверсі, основні житлові кімнати були на першому поверсі. Були башточками з бійницями для рушниць.